# Betteridgeov zakon
Betteridgeev zakon (v izvirniku angleško Betteridge's law) o naslovnih vrsticah v novinarstvu je rek, ki pravi, da se lahko na vsak naslov novinarskega prispevka, ki se konča z vprašajem, odgovori z »ne«. V tej obliki je dobil ime po britanskem publicistu Ianu Betteridgeu, ki ga je ubesedil na svojem blogu Technovia, načelo pa so prepoznali tudi že komentatorji pred njim in se v angleško govorečem svetu omenja pod različnimi drugimi imeni, kot so Davisov zakon (Davis' law, brez podatka, kdo naj bi bil ta Davis) ali preprosto novinarsko načelo (journalistic principle), v znanosti pa kot Hinchcliffeovo pravilo (Hinchcliffe's Rule). Tako kot podobni »zakoni«, na primer Murphyjevi, je mišljen hudomušno, kot aforizem in ne kot trditev o absolutni resnici.
Betteridge je v svojem članku leta 2009 komentiral objavo na spletnem portalu TechCrunch z naslovom »Did Last.fm Just Hand Over User Listening Data To the RIAA?« (»Je Last.fm pravkar odstopil podatke o tem, kaj poslušajo njegovi uporabniki, organizaciji RIAA?«). Zapisal je:
Zgodba je krasen zgled za mojo maksimo, da lahko na vsak naslov novice, ki se konča z vprašajem, odgovorimo z besedo »ne«. Razlog, zakaj novinarji uporabijo tak slog naslovne vrstice je, da vedo, da je zgodba po vsej verjetnosti sranje, nimajo zaresnih virov in podatkov, da bi jo podprli, bi jo pa kljub temu radi objavili.
Tudi drugi so mnenja, da gre pri uporabi tovrstnih retoričnih vprašanj pri spletnem novinarstvu za zavajajoč senzacionalizem z namenom nabiranja klikov, kjer bralec pričakuje presenetljiv odgovor »da«, pri čemer pa se v samem članku potem običajno izkaže, da dejstva ne upravičijo senzacionalističnega naslova.
V znanosti je praksa redka, izkaže pa se, da je odgovor v tem primeru praviloma pritrdilen. Članki s tem in drugimi neobičajnimi ločili v naslovih vseeno pritegnejo pozornost in so v povprečju pogosteje citirani kot tisti brez njih.